# 南袋獸屬
南袋獸屬（學名：Nototherium），又名袋南獸，是一屬已滅絕的有袋類。牠們有高冠的臼齒。

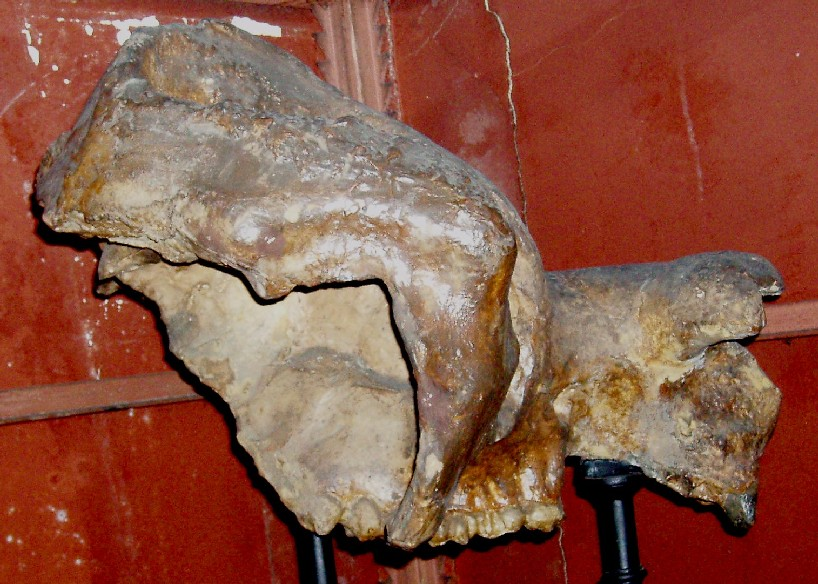
南袋獸屬的頭顱骨。